# Scott Adams
Scott Adams, född 8 juni 1957 i Windham i Greene County, New York, är en amerikansk serieskapare och författare, mest känd för serien Dilbert.
Adams studerade ekonomi och tog examen från Hartwick College 1979, följt av en MBA från University of California, Berkeley 1986. Medan han arbetade på Pacific Bell skapade han Dilbert, en satirisk serie i kontorsmiljö, som började publiceras 1989 och under 1990-talet blev en av de mest framgångsrika tecknade serierna. Adams har för serien bland annat mottagit Reuben Award 1997 och Adamsonstatyetten 1996. 
Utöver Dilbert har Adams även skrivit böckerna God's Debris (2001) och The Religion War (2004). Boken How to fail at almost everything and still win big, som utkom i oktober 2013, ger karriärtips, bland annat att man ska strunta i passion och målsättningar och i stället skaffa sig en arbetsprocess, ett system.

## Kontroverser
Under 2020-talet började Adams spekulera i att TV-serien Dilbert hade lagts ner på grund av att Adams var vit.
I september 2022 ströks Dilbert från ett sjuttiotal dagstidningar efter en svit seriestrippar där en afroamerikan som identifierade sig som vit, av sin arbetsgivare ombetts identifiera sig som gay för att förbättra företagets anseende.
I februari 2023 postade Adams en video i vilken han beskrev afroamerikaner som en hatgrupp och sade att han rådde vita att hålla sig borta från svarta. Dagarna efter detta slutade bland annat Los Angeles Times, Washington Post och dagstidningar i USA Today-gruppen publicera Dilbert.